# يويتشي نيشيمورا
يويتشي نيشيمورا (من مواليد 17 أبريل 1972)، حكم كرة قدم ياباني دولي. اختير من قبل الإتحاد الدولي لكرة القدم لنهائيات كأس العالم، وقد حكم النهائي في كأس العالم للأندية 2010 بالإمارات العربية المتحدة، وحكَّم في نهائي دوري أبطال آسيا 2010 ونهائي دوري أبطال آسيا 2014، كما شارك في نهائيات كأس آسيا 2011 في قطر وكأس الأمم الأفريقية لكرة القدم 2008 في غانا.
وقد حكم في كأس العالم 2010 في جنوب أفريقيا وقد حكَّم العديد من المباريات وأهمها مباراة الربع النهائي بين البرازيل وهولندا. كما نال شرف تحكيم المباراة الافتتاحية في كأس العالم 2014 بين كرواتيا والبرازيل.

## نهائي أبطال آسيا 2014
قام بتحكيم إياب نهائي دوري ابطال آسيا 2014 بين الهلال السعودي ووسترن سيدني واندررز الأسترالي في الرياض والذي انتهي بالتعادل السلبي. وكانت المباراة قد صاحبتها أحداث تحكيمية مثيرة للجدل قام الاتحاد الآسيوي على أثرها بإيقاف نيشيمورا لمدة 6 أشهر لتغاضيه عن احتساب عدة ركلات جزاء لفريق الهلال. ونقل موقع الاتحاد الآسيوي لكرة القدم بأن الحكم الياباني اعترف لقناة رياضية متخصصة في بلاده بأنه «لم يوفق بإدارة النهائي الآسيوي بين الهلال وسدني كما يجب، وأنه ظلم الهلال بعدم احتساب 3 ركلات جزاء سليمة 100% بعد مشاهدته لإعادة المباراة».

## الإنجازات
حصل نيشيمورا على جائزة أفضل حكم في الدوري الياباني عامي 2009 و2010، كما حصل على جائزة أفضل حكم آسيوي لعام 2012.

## وصلات خارجية
- يويتشي نيشيمورا على موقع Soccerway.com (الإنجليزية)
- يويتشي نيشيمورا على موقع أوليمبيديا (الإنجليزية)